# Grey Eagle, Minnesota
Grey Eagle là một thành phố thuộc quận Todd, tiểu bang Minnesota, Hoa Kỳ. Năm 2010, dân số của thành phố này là 348 người.

## Dân số
- Dân số năm 2000: 335 người.
- Dân số năm 2010: 348 người.